# Янковский, Владимир Иосифович
Владимир Иосифович Янковский (род. 3 февраля 1971, Барановичи, Брестская область) — советский и белорусский футболист, полузащитник, защитник.

## Биография
Родился в Барановичах в семье военнослужащего. Отец занимался футболом, входил в сборную Гродненской области. В 1980 году отец в селе Целинное Алтайского края возглавил футбольную секцию, где стал тренироваться сын. Играл в первенстве «Кожаный мяч», районных, краевых чемпионатах. В 1985 году с семьёй переехал в Горно-Алтайск. Зимой играл в хоккей с мячом, летом — в футбол. В 1989—1991 годах выступал во второй и второй низшей лигах за «Прогресс» Бийск. В 1992 году играл во второй российской лиге за «Спартак» Горно-Алтайск. Команда перестала существовать, и Янковский перешёл в кемеровский «Кузбасс». Сыграл за клуб один матч и уехал в Белоруссию. Был на просмотре в «Торпедо» Минск, но оказался в команде второй лиги (Д2) КПФ Слоним. 19 сентября 1993 года в выездном матче в Мозыре получил тяжёлую травму, от последствий которой восстанавливался 2,5 года. Поддерживал форму в Горно-Алтайске, играя в первенстве края.
В 1996 году провёл два матча за «Торпедо» Минск, затем отыграл два сезона в «Коммунальнике» Слоним в высшей лиге. В 1999—2003 годах играл в третьей по силе лиге за «Барановичи». В 2004 году выступал за ПМК-7 Ганцевичи в первенстве Брестской области, затем стал работать в локомотивном депо в Барановичах.